# P-15 Termit

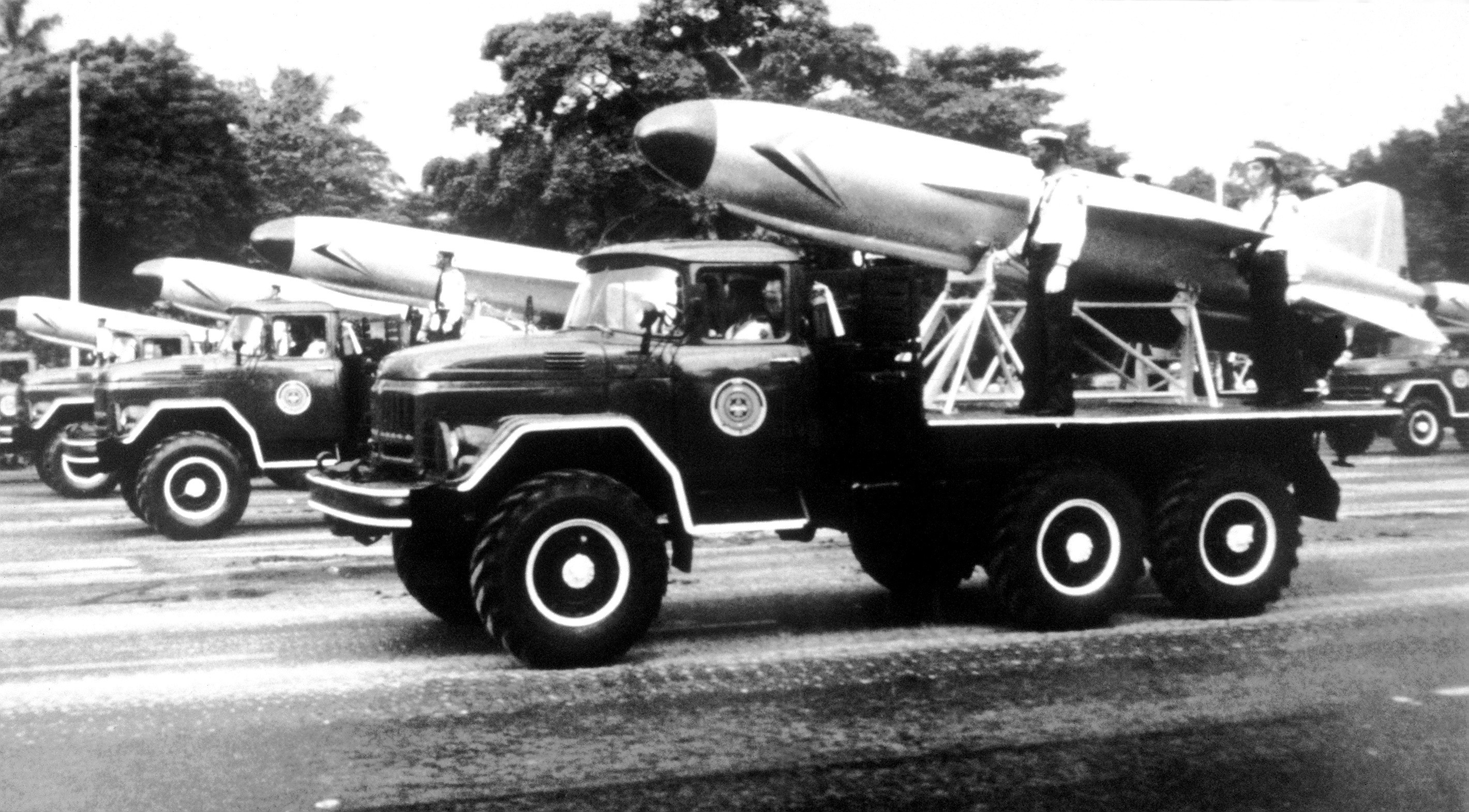
Pozemní verze střely P-15

P-15 Termit (rusky: П-15 "Термит", kód NATO: SS-N-2 Styx, index GRAU: 4K40) byl druh protilodní střely vyvinuté v druhé polovině 50. let sovětskou strojírenskou konstrukční kanceláří MKB Raduga. Hlavním konstruktérem střely byl A. Ja. Berezňak. Do operační služby byla střela zavedena roku 1960. Mohlo je nést široké spektrum válečných lodí od raketových člunů, korvet, fregat až po torpédoborce. Vyrobeny byly tisíce střel tohoto typu, které byly exportovány do mnoha spřátelených zemí a několikrát též operačně nasazeny. Čínská lidová republika navíc vyráběla několik typů protilodních střel (rodiny SY a HY) založených na modelu P-15 – všeobecně populárně označovaných jako Silkworm, ačkoliv v kódu NATO označení „Silkworm“ náleží pouze pozemní verzi rakety HY-1.

## Konstrukce

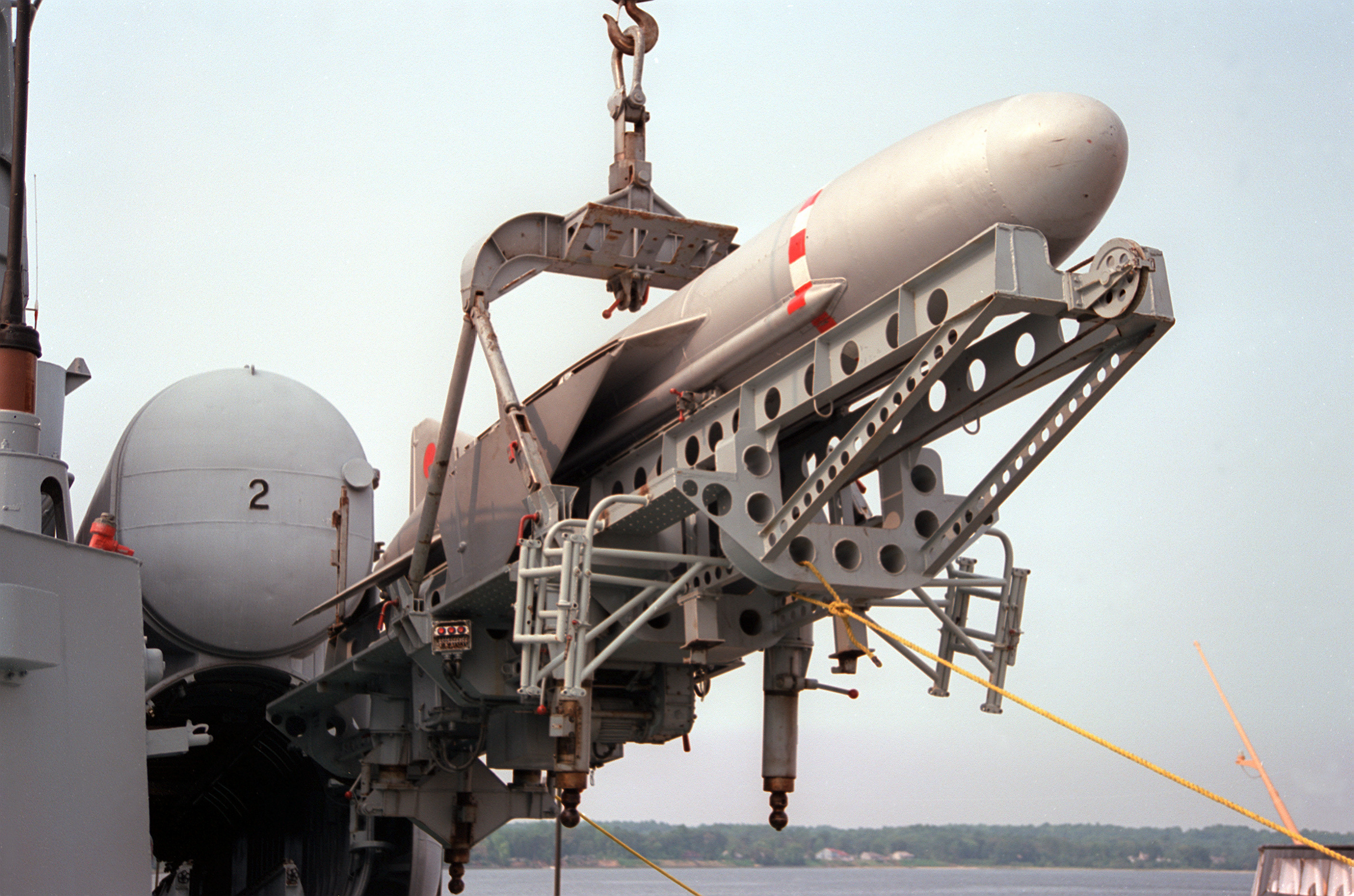
Střela P-15M s přepravním kontejnerem v pozadí

Střela P-15 (kód NATO: SS-N-2A) měla tvar letounku s oválným trupem, malým deltakřídlem a trojicí ocasních ploch. Start střely zajišťoval přídavný raketový motor na tuhé pohonné látky, zatímco v letové fázi střelu poháněl raketový motor na kapalné pohonné látky (ty byly chemicky vysoce toxické a proto byly nádrže střel plněny těsně před jejich startem). Původní verze střel měla pevné křídlo, což znamenalo nutnost skladovat je v rozměrných vypouštěcích kontejnerech. Bojová hlavice měla hmotnost 480 kg. Základní verze střely měla aktivní radiolokační systém navádění, verze vybavená pasivním infračerveným systémem samonavádění měla v označení přidáno ještě písmeno T.
V roce 1964 byla zavedena verze P-15U(T) (kód NATO: SS-N-2B) mající po startu automaticky rozkládatelné křídlo, takže bylo možné použít menší válcové vypouštěcí kontejnery. V roce 1972 pak byla zavedena verze P-15M(T) s dosahem prodlouženým až na 80 kilometrů, operační výškou letu 25 metrů a lepší odolností proti rušení. Její exportní označení bylo P-21 či P-22.

## Operační nasazení

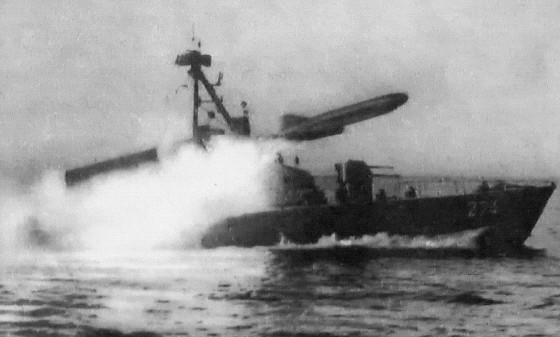
Sovětský raketový člun projektu 183R (NATO: Komar) při odpálení střely P-15

Jako první do dějin vstoupily dva egyptské raketové čluny „504“ a „501“ sovětské výroby projektu 183R (NATO: Komar), které odpoledne 21. října 1967 střelami P-15 zasáhly a potopily izraelský torpédoborec Ejlat. Bylo to první potopení nepřátelského plavidla řízenou střelou a zároveň bojový křest raketových člunů. V dalších střetech už ale nasazení střel značně komplikovalo izraelské rušení jejich navádění.
Indie před indicko-pákistánskou válkou z roku 1971 koupila ze Sovětského svazu osm člunů projektu 205 (NATO: Osa, v Indii označovaných jako třída Vidyut). Čtyři z nich pak jen pár hodin po vypuknutí války v noci ze 4. na 5. prosince 1971 podnikly operaci Trident – útok na pákistánský přístav Karáčí. Během útoku byly raketami P-15 potopeny minolovka PNS Muhafiz a torpédoborec PNS Khyber. Jen o čtyři noci později (8.-9. prosince) uskutečnili Indové operaci Python – další útok na Karáčí, na kterém se podílel rovněž jeden raketový člun projektu 205 nesoucí střely P-15.

## Hlavní technické údaje (P-15)
- Dosah: 8–40 km
- Rychlost: 1100–1200 km/h
- Výška letu: 100–300 m